# Clowov upor
Clowov upor je bil upor lojalistov, ki se je zgodil sredi aprila 1778 med ameriško revolucionarno vojno. Odvil se je na delawarski strani meje med Marylandom in Delawarejem, vodil pa ga je Cheney Clow (včasih zapisano kot "China" Clow). Upor sta zatrli milici Marylanda in Delawareja.
Upor je spodbudila skupina za iskanje hrane, ki je na območje prispela konec februarja pod poveljstvom Henryja Leeja III., ki je zbiral zaloge za kontinentalno vojsko, nameščeno v Valley Forgeu v Pensilvaniji. Nezadovoljstvo nad skupino iskalcev hrane je marca privedlo do upora, ki se je do sredine aprila razširil in združil pod poveljstvom Clowa. Uporniki so bili aktivni tako v Marylandu kot v Delawareju. Clow je poveljeval približno 200 lojalistov in na svojem posestvu, severozahodno od Doverja v Delawareju, blizu današnjega Kentona v Delawareju, zgradil utrdbo. General William Smallwood je v začetku aprila poslal polkovnika Charlesa Popa, da bi zatrl upor. Zbral je lokalno milico in se 14. aprila približal Clowovi utrdbi, da bi preiskal zadevo. Clow se je odzval s 150 svojimi možmi, da bi se uprli Popeovi milici in izbruhnil je "pametni ogenj", ki je na vsaki strani pustil enega mrtvega. Pope se je bil prisiljen umakniti in je poklical okrepitve, da bi razpršil Clowove sile. Pope je prejel okrepitve od milic iz Marylanda in Delawareja ter 16. ali 17. aprila ponovno napadel Clowovo utrdbo in razpršil lojaliste. Milica je nato utrdbo požgala in ujela veliko lojalističnih upornikov, čeprav je Clow pobegnil. 

## Clowova aretacija, sojenje in usmrtitev
Leta 1782 je bila Cloa aretiran zaradi izdaje v zvezni državi Delaware. Clow je bil leta 1783 obsojen in obsojen na obešanje, čeprav je bila usmrtitev izvršena šele leta 1788.